# Forcipomyia indecora
Forcipomyia indecora är en tvåvingeart som beskrevs av Jean-Jacques Kieffer 1914. Forcipomyia indecora ingår i släktet Forcipomyia och familjen svidknott. Inga underarter finns listade i Catalogue of Life.